# Slappy E.P.
Slappy är Green Days andra EP, som släpptes under sommaren 1990.

## Låtlista
Alla texter är skrivna av Billie Joe Armstrong och all musik av Green Day, om inget annat nämns.
Sida A
1. "Paper Lanterns" – 2:23
2. "Why Do You Want Him?" – 2:31

Sida B
1. "409 in Your Coffee Maker" – 2:54
2. "Knowledge" (T. Armstrong/Freeman/Michaels/Mello) – 2:19